# Chavres
Chavres est un hameau de la commune française de Vauciennes, situé dans le département de l'Oise en région Hauts-de-France.

## Géographie

### Localisation
Chavres, localité de Vauciennes, est situé dans le département de l'Oise en région Hauts-de-France.
À vol d'oiseau, il se situe à 3,59 km de Vauciennes, chef-lieu de la commune. Elle est distante de 69,45 km de Beauvais, préfecture du département et de 29,58 km de Senlis, sous-préfecture de l'arrondissement.
La localité et son territoire forment une enclave de l'Oise dans le département de l'Aisne et une enclave de Vauciennes dans la commune de Coyolles.

### Géologie et relief
La localité se situe à une altitude, oscillant entre 130  à   145 mètres d'altitude. La localité est située sur une plaine du Bassin parisien et une clairière de la forêt de Retz.
Le sous-sol géologique de la localité date du Cénozoïque, avec la présence de groupements de marne, de meulières et de sables sur un sol calcaire. 
Le risque sismique est considéré comme très faible soit en zone 1 selon la carte du zonage définie par le gouvernement

### Voies de communication et transports

#### Voies de communication
Chavres se trouve à l'écart de la route départementale 88 (RD88), reliant Vaumoise à Mareuil-sur-Ourcq en passant par Ivors et Autheuil-en-Valois. À partir de cette route départementale, une route communale rejoint la localité et celle-ci permet d'aller également à Vauciennes. À Vaumoise, la RD88 croise la route nationale 2 (RN 2), reliant Paris à la frontière franco-belge. La RN 2 fait actuellement l'objet d'une mise en voie express sur la section de Gondreville à Vaumoise, dont la mise en service est prévue pour 2018

#### Transports
La gare ferroviaire la plus proche est celle de Vaumoise, qui se trouve à 2,9 km par la route. Elle est desservie par la ligne 6 (Paris-Nord ↔ Crépy-en-Valois ↔ Villers-Cotterêts ↔ Soissons ↔ Laon) du TER Picardie.

## Toponymie
Le nom de la localité est attesté sous différentes formes, Capriae, Chaures, Choavres.

## Histoire
Au XVIe siècle, la localité forme un fief appartenant à Jean de Longueval, écuyer du roi.
En 1652, le village est détruit et pillé par les troupes du prince de Condé.
Avant la Révolution française, Chavres est une paroisse autonome, mais celle-ci était une succursale de la paroisse de Vauciennes. Elle appartenait au diocèse de Soissons. Sur le plan fiscal, Chavres, comptabilisé avec Vauciennes à chaque recensement des feux, faisait partie de la généralité de Soissons.
À la Révolution française, Chavres reste lié à la commune de Vauciennes et elle n'est pas érigée en commune indépendante. Avec la création des départements, Chavres devient une enclave du département de l'Oise dans le département de l'Aisne, à cause du choix de maintenir l'ensemble de la forêt domaniale de Retz dans le nouveau département de l'Aisne, au lieu de le répartir entre les deux nouveaux départements créés.
Une tentative de rectification des limites a lieu en 1836. La commune de Coyolles a proposé aux habitants de la localité d'intégrer leur territoire, mais ces derniers refusent cette solution, à cause de la distance. Face à ce refus, le préfet de l'Aisne propose également aux habitants d'ériger Chavres en commune indépendante au sein de l'Oise, pour être distraite à ce département afin de rejoindre l'Aisne. Les habitants n'acceptent pas cette proposition. Face à ces demandes, la commune de Vauciennes et le département de l'Oise énoncent à nouveau le partage de la forêt de Retz et l'intégration de la forêt, située sur le territoire de Coyolles dans la commune de Vauciennes. Cette dernière proposition a été retenue et devant une commission de la chambre des députés, mais celle-ci est refusée par les députés et Chavres reste une enclave
.

## Politique et administration
N'ayant jamais constitué une commune indépendante, Chavres dépend de la commune de Vauciennes.